# Fasanfåglar
Fasanfåglar (Phasianidae) är en familj fåglar i ordningen hönsfåglar. 

## Systematik
Taxonomin för ordningen hönsfåglar har varit under diskussion. Tidigare behandlades skogshöns och kalkoner som egna familjer, men DNA-studier har visat att dessa är en del av Phasianidae. Å andra sidan placeras numera pärlhönsen i en egen familj.
Även inom familjen har DNA-studier kullkastat tidigare teorier om inbördes släktskap. Exempelvis står rapphönsen i Perdix snarare närmare äkta fasaner än övriga rapphönsliknande fåglar och frankolinerna är inte alls varandras närmaste släktingar. Listan med släkten nedan följer AviList och indelningen i grupper av Kimball m.fl. 2021.
- Phasianidae III: sånghöns
  - Xenoperdix – udzungwahöna
  - Caloperdix – rosthöna
  - Rollulus – tofshöna
  - Melanoperdix – svarthöna
  - Arborophila – 18 arter sånghöns

- Phasianidae II: tragopaner, kungshöns, monaler, kalkoner, skogshöns, rapphöns och äkta fasaner
  - Lerwa – sherpahöna
  - Ithaginis – blodfasan
  - Tragopan – fem arter tragopaner
  - Tetraophasis – två arter kungshöns
  - Lophophorus – tre arter monaler
  - Rhizothera – två arter
  - Pucrasia – koklassfasan
  - Meleagris – två arter kalkoner
  - Bonasa –  kragjärpe
  - Tetrastes – två arter järpar, bl.a. järpen
  - Centrocercus – två arter
  - Dendragapus – två arter
  - Tympanuchus – tre arter präriehöns
  - Lagopus – fyra arter ripor
  - Falcipennis – amurjärpe
  - Canachites – granjärpe
  - Tetrao – två arter tjädrar
  - Lyrurus – två arter orrar
  - Perdix – tre arter rapphöns
  - Syrmaticus – fem arter fasaner
  - Chrysolophus – två arter fasaner
  - Phasianus – två arter fasaner, däribland fasanen
  - Catreus – klippfasan
  - '’Crossoptilon – fyra arter öronfasaner
  - Lophura – elva arter fasaner

- Phasianidae I: påfåglar, argus-, påfågel- och dvärgfasaner, bambu- och djungelhöns, vaktlar, snöhöns, frankoliner och sporrhöns
  - Argusianus – större argus
  - Rheinardia – två arter argusfasaner
  - Afropavo – kongopåfågel
  - Pavo – två arter påfåglar
  - Tropicoperdix – tre arter, tidigare del av Arborophila
  - Haematortyx – blodhöna
  - Galloperdix – tre arter dvärgfasaner
  - Polyplectron – åtta arter påfågelfasaner
  - Bambusicola – tre arter bambuhöns
  - Gallus – fyra arter djungelhöns
  - Peliperdix – skogsfrankolin, tidigare i Francolinus
  - Campocolinus – tre arter frankoliner, tidigare i Francolinus
  - Scleroptila – nio arter frankoliner, tidigare i Francolinus
  - Ortygornis – tre arter frankoliner, tidigare i Francolinus och Dendroperdix
  - Francolinus – tre arter frankoliner
  - Tetraogallus – fem arter snöhöns
  - Ammoperdix – två arter
  - Synoicus – fyra arter vaktlar, tidigare placerades i Excalfactoria, Coturnix och Anurophasis
  - Margaroperdix – madagaskarvaktel
  - Coturnix – sex arter vaktlar, varav en utdöd i modern tid
  - Alectoris – sju arter berghöns
  - Ophrysia – himalayavaktel, möjligen utdöd
  - Perdicula – fyra arter buskvaktlar
  - Pternistis – 23 arter sporrhöns, tidigare placerade i Francolinus